# يامين بن عمير
يامين بن عُمَير بن كعب النضري الإسرائيلي، قال ابن منده: يامين بن يامين، اسمه هو بنيامين وحذفت «بن» من التسمية فقيل يامين، صحابي من مسلمي أهل الكتاب، أسلم وأحرز ماله، وحسن إسلامه، وهو من كبار الصحابة.

## إسلامه
روي عن ابن عباس أنه قال: «نزلت هذه الآية ﴿يَا أَيُّهَا الَّذِينَ آمَنُوا آمِنُوا بِاللَّهِ وَرَسُولِهِ وَالْكِتَابِ الَّذِي نَزَّلَ عَلَى رَسُولِهِ وَالْكِتَابِ الَّذِي أَنْزَلَ مِنْ قَبْلُ وَمَنْ يَكْفُرْ بِاللَّهِ وَمَلَائِكَتِهِ وَكُتُبِهِ وَرُسُلِهِ وَالْيَوْمِ الْآخِرِ فَقَدْ ضَلَّ ضَلَالًا بَعِيدًا ۝١٣٦﴾ [النساء:136] في  عبد الله بن سلام وأسد وأسيد ابني كعب، وثعلبة بن قيس، وسلام بن أخت عبد الله بن سلام، وسلمة  بن أخيه ويامين بن يامين فهؤلاء مؤمنوا أهل الكتاب أتوا رسول الله ﷺ، فقالوا: إنا نؤمن بك وبكتابك وبموسى والتوراة وعزير  ونكفر بما سواه من الكتب والرسل، فقال النبي ﷺ: "بل آمنوا بالله ورسوله محمد، والقرآن وبموسى والتوارة، وبكل كتاب قبله"، فقالوا: نفعل ذلك. فأسلموا.»